# サイレンス (ゲーム会社)
サイレンス (SILENCE) は、かつて東京都に存在していたゲーム会社。本項では、一般向けゲーム用の「サイレンス」、アダルトゲーム用の「ソニア」 (Sogna) や「シークラス」 (C-CLASS) といった、同社の各ブランドについても記述する。

## 社歴

### 起業と起用、注目と背景
1992年に、元アニメーターの中村謙一郎が自らの同人ソフトサークル「M.I.N.」を母体として、練馬区で起業。PC-9800シリーズを主なプラットフォームとして、「サイレンス」「ソニア」「シークラス」の各ブランドからセル画調のグラフィックやアニメーション（以降、「アニメ」と表記）を多用した作品を発売していた。
デビュー作は、本社と同名の「サイレンス」ブランドにて代表取締役社長の中村自らがキャラクターデザインと原画を担当した、『機甲装神ヴァルカイザー』。続いて「ソニア」ブランドから発売した『あにまーじゃんV3』（以降、『V3』と表記）では、中村が現役時代に培ったコネを活かして第一線で活躍中の現役アニメーターと有名声優を起用し、注目を集める。その開発姿勢は、同じくソニアからすぐ後に発売した『VIPER -V6-』をはじめとする『VIPER』シリーズにも継承され、ヒットの要となった。また、サイレンスから『ソフトベンダーTAKERU』専用ソフトとして発売した『宝魔ハンターライム』（以降、『ライム』と表記）は、全12話に渡るロングラン化。その知名度や売上から『VIPER』シリーズと『ライム』は、各ブランドの代表作とされている。
また、単に通常制作したアニメーションをパソコン (PC) 性能に依存した不安定なムービーとして再生するのではなく、アーカイブに圧縮された動画データを事前に必要な分だけ引き出し、高速で連続表示していくことによりPC上で滑らかなアニメを実現させる独自開発の描画エンジン「SGS」も、注目された。

### 安泰期の活動、他社作品の登場
『VIPER』シリーズのヒットによりソニアをメインブランドとして位置付けた後、1996年には南荻窪へ移転して自社ビル「SSビル」を設立し、吉祥寺では傘下に置いたゲームショップ「MIC吉祥寺」を自社直営ショップ「ソニアショールーム」へとリニューアル。ショールームで自社製品やその関連グッズの展示販売を行う一方、関連グッズを自社製品の販売に力を入れてくれているメッセサンオーなどの大手ショップへも卸すことで、二次収入を幅広く得ることにも成功する。後には、ブロッコリーの主催イベント「パソコンゲームフェアJACOM」への出展やコスパとのコミックマーケット共同出展を果たしたり、東京や大阪でソニアのみの新作発売記念イベントを開催するなど、表向きの人気と景気は安泰の時期を迎えていた。
しかし、OS市場がMS-DOSからWindows 95へ完全移行し、更には次期バージョンのWindows 98の姿も見えてくるに従って、一般家庭用PCの性能も急速に向上。標準VGAサイズのムービーでも安定して手軽に再生できるスペックのPCが幅広く普及したことにより、『VIPER』シリーズの冠でもあるキャッチコピー「HYPER ANIMATION SERIES」（ハイパーアニメーションシリーズ）の存在意義は、皆無に等しいものへとなっていく。また、海月製作所の『パワースレイブ』や『ラブ・エスカレーター』など、他社にもサイレンス同様に現役アニメーターもしくはそれに準ずる技能を持った原画マンや、SGSに迫る描画エンジンを開発・運用できるプログラマを起用してセックスシーンをアニメで描く作品が登場し始めたこともそれに拍車を掛けた。

### ソフ倫脱退の余波、メガストアとの決別
1997年には、当時のソフ倫の方針に大々的な発言で異を唱え脱退。そのため、発売間近だった『VIPER -F40-』は一旦どの販売店でも取扱中止になりかけたが、まもなくサイレンスが独自審査を行った上でホビボックスの独占流通活動により、無事に店頭での発売を迎える。この動きに他社は直接の追随こそしなかったものの、これ以降ソフ倫から脱退する会社が増えていくきっかけをサイレンスが作ったことは明らかであった。
だが、それに先んじて1995年、『パワースレイブ』より『VIPER』シリーズを正当に評価しなかったとして当時のメガストア編集部に三行半を叩き付けた中村をはじめとするサイレンスの上層部は、無料冊子「ソニアインフォメーション」やソニア公式サイトの掲示板、そしてメガストア以外の各アダルトゲーム専門誌へ頻繁に「業界の地位向上」のフレーズを掲げたり、その旨を含んだ広告やコラムを載せ続けるなど、現場スタッフや購入ユーザーの意欲を煽るつもりが逆に削いでしまう方向へと進んでいた。更には、そのような行為を続けたにもかかわらずソフ倫脱退以降も以前とほぼ同様であった作品内容、人間のみで展開される和姦よりも怪物によるヒロイン凌辱を重視していくシナリオ嗜好、そして、1999年には佐原亜湖の『VIPER -M3-』降板に際してその裏事情を明かさずにいただけでなく、当時はまだ社内の新人上がりでしかなかった小娘（愛媛みかん）に佐原の後を任せたことなども火に油を注ぐ格好となってしまう。以上のことにより、現場スタッフの中には上層部を見限り早々に離反する者や、それまで購入を続けていたユーザーの中にも購入を止める者が現れ始める。

### 失態と対策、凋落と解散
やがて、ジェリーフィッシュの『GREEN 〜秋空のスクリーン〜』やジャム・クリエーションのainosブランド作品など、他社にクオリティ面で肉迫され始めた上、2000年の『VIPER GT1』発売時に引き起こした失態が大きな痛手となり、ユーザーからの信頼を完全に失ったサイレンスの景気は下降線へと転じる。ソニアショールームは中野の古本屋街への移転、ユーザーからの苦情やそれに乗じた悪戯が絶えなくなったソニアの公式掲示板はそれぞれ閉鎖へと追い込まれた上、現場スタッフの離反者も増加して他社での仕事が目立ち始め、購入ユーザーの客離れもより加速していく。
そんな中、2002年には『VIPER』シリーズ初のRPG『VIPER -RSR-』を発売したが、桂枝毛によるヒロイン達こそ好評だったものの、コンピュータRPGとしての出来の悪さや前述のシナリオ嗜好が災いして、状況を好転させることは叶わなかった。更にはホビボックスを通じての海外販路拡大、中村のプロレス好きが高じて成った大阪プロレスとの提携強調、有名な女性コスプレイヤーを起用しての広報強化、中村の師匠に当たる大張正己を通じて補充した新たな現場スタッフによる旧『VIPER』シリーズのリメイクと『VIPER -GTS-』のアダルトアニメ化、旧版を含めた『VIPER』シリーズ全作のダウンロード販売開始、開発における外注への依存率拡大、経営難に陥ったソニアショールームの閉店など様々な対策を講じるが、失った信頼を取り戻すことも作品のクオリティ低下を止めることもできないまま、凋落の一途を辿っていった。
こうして、2003年にはサーバ移転と称して公式サイトの更新を休止。ユーザーはおろかホビボックスにすら何の告知も行わないまま、秘密裏に会社を清算して夜逃げ同然の解散を迎えたのである。

### 解散後の版権管理、それぞれの顛末
公式サイトもドメイン契約切れにより消滅した2004年、発売中の『VIPER』シリーズを含む全作品の版権はホビボックスへと移行した。一方、中村は当時存在していた別の流通会社「グローバルソフトサービス」（以降、「GSS」と表記）の下で新ブランド「イノセンス」「タムズ」を設立。数タイトルを発売するがどちらも軌道には乗らず、2005年には早くも清算の憂き目に遭う。続いて設立したツイスターを経て、個人での同人ソフトサークル「ぺろぐり亭」から出直した後は大張の下へ再度身を寄せ、2007年にはTVアニメ作品『獣装機攻ダンクーガノヴァ』でアニメ業界へと復帰した。
なお、サイレンスから早々に離反した現場スタッフの一部は、有限会社シルバー（SILVER）や同人ソフトサークル「かぎしっぽ」を立ち上げるなど、2007年現在も様々な活動を続けている。

## 作品一覧

### サイレンス
ソニアが軌道に乗るまでは、こちらがメインブランドであった。
- 機甲装神ヴァルカイザー
- 宝魔ハンターライム
- エキサイティングみるく

### ソニア
実質上、本社におけるメインブランドとなった。
- あにまーじゃんシリーズ
- VIPERシリーズ
  - VIPER -RSR-
- ガイナロックR

### シークラス
ソニアの『あにまーじゃん』シリーズとは別の脱衣麻雀路線ブランドだったが、軌道には乗らず。
- 麻雀エレガンス
- 麻雀スポーツライン

### 他作品への参加
- レモンエンジェル (テレビアニメ) - アニメ本編ではなく、これを原作としたアダルトゲーム版にソニアが開発で参加した。

## メインスタッフ
- 中村謙一郎（P・ウォリアー） - 監督、脚本、絵コンテ、キャラクターデザイン、原画、作画監督
- 大島賢治 (shinobu) - プログラム
- ぼびぃ2号 - CGチーフ
- 椎名へたる - ユーザーサポート
- でっかい胃だ - 制作デスク
- 秋坂な - 広報
- 小娘（愛媛みかん） - キャラクターデザイン、原画、動画、作画監督

## 社外からの主な参加スタッフ
- キャラクターデザイン、原画、作画監督など
  - 白鳥あずさ
  - 伊集院マリ子
  - ささやん
  - 松ちゃん
  - 海野Mk-II（いそやん）
  - 桂枝毛
  - こもさま
  - しんや
  - MON-TAN（もんたん）
  - マサ（ジュテームやな茶）
  - すがわらあわぢ（すがわらあわじ）
  - 神坂公平
  - すいかメロン
  - 佐原亜湖
  - みずまくら
  - ハマザキケンイチ
- その他
  - 荒川憲一（とまぞぉ） - 音楽
  - 大畑晃一 - 『ガイナロックR』メカニックデザイン、モンスターデザイン
  - 破李拳竜 - 『VIPER -F50-』写真撮影イベント用スーツアクター
  - いのうえたくや - 『VIPER -RSR- DVD edition』パッケージイラスト
  - ゆい工房 - 『VIPER -M3- 3.2』プログラム